# 일원상
일원상(一圓相) 또는 간단히 원상은 교조(敎祖) 소태산 대종사가 26세 때 대각(大覺)하여 천명한 진리이다. 교조는 종교에 대한 깊은 지식은 갖지 못하였으나 대각 후에 여러 종교의 경전들을 열람하다가 우연히 금강경(金剛經) 사상이 자신이 깨달은 일원(一圓)의 진리와 상통됨을 보고 감탄하였다. 다른 종교의 성인(聖人)들도 비록 표현은 다르나 대개 비슷한 진리를 암시하고 있었다. 따라서 교조는 유교의 태극(太極)·무극(無極)이나, 도교(道敎)의 자연(自然)·도(道), 불교의 법신불(法身佛) 등이 모두 일원의 진리에 대한 다른 이름에 불과하다고 보기에 이르렀다. 일원은 동양의 전통에서 보면 성품(性稟)에 해당된다. 현상만물은 모두 일원의 근본이법에 의하여 존재한다. 모든 부처와 성인은 일원의 진리를 수용하고 있다.
범부와 중생이 닦아서 부처와 성인이 될 수 있는 것도 그들 중에 일원의 진리가 함장(含藏)되어 있기 때문에 언어와 사량(思量)으로 이해할 수 없는 불가사의한 이법(理法)인 일원상은 둥그런 O의 형식으로 표현되어, 근원적인 이법과 원불교를 대표하는 상징이 되어 있다. 일원의 진리는 영원하여 시작도 끝도 없다. 일체만물에 없는 곳이 없으며 모든 차별상을 포용하나 동시에 초월하여 있는 우주의 모체이다. 이러한 일원의 진리는 원불교에서 최초로 나타난 것은 아니다. 그러나 일원을 중심으로 해서 전교리와 사상을 통일시키고, 이를 대중적인 진리로 일반화시켜 종지(宗旨)를 세운 종교는 원불교에서 비롯됐다고 할 수 있다.